# Keturvalakiai
Keturvalakiai is een plaats in het Litouwse district Marijampolė. De plaats telt 134 inwoners (2001).